# Niddatal
Niddatal är en stad i Wetteraukreis i Regierungsbezirk Darmstadt i förbundslandet Hessen i Tyskland. Staden bildades 1 december 1970 genom en sammanslagning av staden Assenheim med kommunerna Bönstadt och Ilbenstadt. Kaichen uppgick i staden 31 december 1971.